# Federico Fazio
Federico Julián Fazio (Buenos Aires, 17 maart 1987) is een Argentijns voetballer die doorgaans centraal in de verdediging speelt. Hij verruilde Tottenham Hotspur in juli 2017 voor AS Roma, dat hem in het voorgaande seizoen al huurde. Fazio debuteerde in 2011 in het Argentijns voetbalelftal.

## Clubcarrière
Fazio stroomde door vanuit de jeugd van Ferro Carril Oeste. Nadat hij hiervoor een halfjaar met het eerste elftal in de Primera B Nacional had gespeeld, verkaste hij op 1 januari 2007 twintigjarige leeftijd naar Sevilla FC. Hier begon hij in het tweede elftal, Sevilla Atlético, waarmee hij promoveerde naar de Segunda División. Fazio werd voor aanvang van het seizoen 2007/08 ingeschreven bij zowel het eerste als het tweede elftal van Sevilla. Coach Juande Ramos liet hem op 15 augustus 2007 debuteren in de hoofdmacht. Hij kreeg toen een basisplaats in een met 2–0 gewonnen wedstrijd in de UEFA Champions League thuis tegen AEK Athene. Zijn debuut in de Primera División volgde tien dagen later. Hij stond toen in de basis in een met 4–1 gewonnen wedstrijd thuis tegen Getafe. Fazio maakte op 7 mei 2008 zowel zijn eerste als zijn tweede doelpunt in zijn profcarrière. Hij zette Sevilla toen zowel op 0–1 als op 0–2 in een met 0–3 gewonnen wedstrijd uit bij Racing Santander.
Fazio kreeg in zijn eerste jaren bij Sevilla regelmatig speeltijd. Deels door concurrentie en deels door blessureleed, bleef een vaste basisplaats in die periode uit. Hier kwam verandering in toen de op dat moment net aangetreden coach Marcelino in het seizoen 2011/12 wel een basisspeler van hem maakte. Dit bleef hij ook onder Marcelino's opvolgers Míchel en Unai Emery. Fazio vormde samen met zijn landgenoot Nicolás Pareja de centrale verdediging van Sevilla tijdens onder meer de gewonnen finale van de Europa League 2013/14.

## Interlandcarrière
Fazio miste geen minuut tijdens het toernooi waarop Argentinië –20 het WK –20 van 2007 won. Een jaar later mocht hij met het olympisch elftal mee naar de Olympische Spelen van 2008 in Peking. Het Argentijnse Olympisch voetbalelftal behaalde daar de gouden medaille.
Fazio debuteerde op 1 juni 2011 in het Argentijns voetbalelftal. Bondscoach Sergio Batista gunde hem toen een basisplaats in een met 4–1 verloren oefeninterland in en tegen Nigeria. Nadat hij vier dagen later zijn tweede interland speelde, moest hij wachten tot 12 november 2014 voor hij weer aan bod kwam. Bondscoach Gerardo Martino stelde hem toen één keer op. Daarna was het weer wachten tot 13 juni 2017 voor Jorge Sampaoli hem zijn vierde interland gunde. Fazio maakte die dag ook zijn eerste interlanddoelpunt. Hij schoot Argentinië toen op 0–1 in een met 0–6 gewonnen oefeninterland tegen SIngapore. Sampaoli nam Fazio ook op in zijn selectie voor het WK 2018, zijn eerste eindtoernooi. Hierop kwam hij één keer in actie, als invaller voor Marcos Rojo in de met 4–3 verloren achtste finale tegen Frankrijk.

## Erelijst
| Competitie                   |         |                  |         |         |
| Competitie                   | Aantal  | Jaren            |         |         |
| Sevilla                      | Sevilla | Sevilla          | Sevilla | Sevilla |
| ---------------------------- | ------- | ---------------- | ------- | ------- |
| UEFA Europa League           | 2x      | 2013/14, 2015/16 |         |         |
| Copa del Rey                 | 1x      | 2009/10          |         |         |
| Supercopa de España          | 1x      | 2007             |         |         |
| Argentinië onder 20          |         |                  |         |         |
| Wereldkampioenschap onder 20 | 1x      | 2007             |         |         |
| Argentinië onder 23          |         |                  |         |         |
| Olympische Zomerspelen       | 1x      | 2008             |         |         |

3 Angeliño ·
4 Cristante ·
5 N'Dicka ·
7 Pellegrini  ·
11 Dovbyk ·
12 Abdulhamid ·
14 Sjomoerodov ·
15 Hummels ·
16 Paredes ·
17 Koné ·
18 Soulé ·
19 Çelik ·
21 Dybala ·
22 Hermoso ·
23 Mancini ·
25 Nelsson ·
26 Dahl ·
28 Le Fée ·
35 Baldanzi ·
56 Saelemaekers ·
59 Zalewski ·
61 Pisilli ·
66 Sangaré ·
89 Marin ·
92 El Shaarawy ·
98 Ryan ·
99 Svilar ·
Coach: Jurić
1 Guzmán ·
2 Mercado ·
3 Tagliafico ·
4 Ansaldi ·
5 Biglia ·
6 Fazio ·
7 Banega ·
8 Acuña ·
9 Higuaín ·
10 Messi  ·
11 Di María ·
12 Armani ·
13 Meza ·
14 Mascherano ·
15 Pérez ·
16 Rojo ·
17 Otamendi ·
18 Salvio ·
19 Agüero ·
20 Lo Celso ·
21 Dybala ·
22 Pavón ·
23 Caballero ·
Coach: Sampaoli